# Beloniscus albiephippiatus
Beloniscus albiephippiatus is een hooiwagen uit de familie Beloniscidae. De wetenschappelijke naam van Beloniscus albiephippiatus gaat terug op Roewer.